# Женская сборная России по регби-7
Женская сборная России по регби-7 — женская национальная сборная, представляющая Россию на чемпионатах мира, чемпионатах Европы и Мировых сериях по регби-7. Управляется Федерацией регби России. Сборная России является семикратной чемпионкой Европы (2013, 2014, 2016, 2017, 2018, 2019 и 2021 годов), а также чемпионкой Универсиады 2013 года. Участник Олимпийских игр 2020 в Токио (как команда ОКР).
Талисманом сборной является олимпийский Чебурашка.

## История
Первый успех женской сборной России по регби-7 датируется 2005 годом, когда команда выступила во втором дивизионе чемпионата Европы, розыгрыш которого прошёл в мае. Россиянки выиграли все пять матчей группового этапа с общим счётом 202:5 (единственная попытка занесена в их зачётную зону только сборной Мальты), победили в полуфинале Литву 28:7, а в финале победили Германию 36:0.
В июне 2008 года сборная стала бронзовым призёром чемпионата Европы по регби-7 во Франции: в заявке было семь игроков клуба «РГУТИС-Подмосковье».
В 2009 году сборная выступила на чемпионате Европы в Ганновере, попав в одну группу к командам Нидерландов, Италии, Германии и Молдавии. На турнире команда заняла 7-е место.
На чемпионате Европы 2010 года российская сборная заняла 6-е место, проиграв матч за 5-е место Англии со счётом 10:13.
В 2013 году сборная выступила на домашнем чемпионате мира в Москве: на групповом этапе команда России победила Японию (14:10), сыграла вничью с Францией (26:26) и победила Англию (17:15), что позволило России выйти в четвертьфинал. Россиянки уступили Канаде 12:15 в четвертьфинале, а в утешительном полуфинале уступили Австралии 5:7, заняв итоговое 7-е место.
Команда регулярно участвовала в Мировой серии среди женщин как «команда ядра».
В декабре 2018 года женская сборная по регби-7 была признана Федерацией регби России «командой года»: она обошла в этой номинации «Енисей-СТМ», мужскую и женскую сборные России по пляжному регби.
В 2022 году Федерация регби России была исключена из World Rugby, а женская сборная России отстранена от дальнейшего участия в Мировой серии и иных международных турнирах.

## Выступления

### Олимпийские игры

Прежний логотип сборных России по регби и регби-7

- 2016: не прошли квалификацию
- 2020: 8-е место (как команда ОКР)[16]
- 2024: дисквалифицированы

### Чемпионаты мира
| 2009  | Полуфинал Чаши     | 11-е               | 5                  | 2                  | 3                  | 0                  |
| 2013  | Четвертьфинал      | 7-е                | 5                  | 2                  | 2                  | 1                  |
| 2018  | Четвертьфинал      | 8-е                | 4                  | 2                  | 2                  | 0                  |
| 2022  | Дисквалифицирована | Дисквалифицирована | Дисквалифицирована | Дисквалифицирована | Дисквалифицирована | Дисквалифицирована |
| Итого | 0 побед            | 3/4                | 14                 | 6                  | 7                  | 1                  |

### Мировая серия
| 2012/2013 | 5-е     | 18  | 12 | 5   | 1 |
| 2013/2014 | 5-е     | 30  | 15 | 13  | 2 |
| 2014/2015 | 7-е     | 35  | 12 | 23  | 0 |
| 2015/2016 | 7-е     | 28  | 13 | 15  | 0 |
| 2016/2017 | 5-е     | 30  | 16 | 14  | 0 |
| 2017/2018 | 6-е     | 28  | 12 | 16  | 0 |
| 2018/2019 | 7-е     | 36  | 13 | 21  | 2 |
| 2019/2020 | 6-е     | 19  | 6  | 13  | 0 |
| Итого     | 0 побед | 224 | 99 | 120 | 5 |

#### Высшие достижения на этапах
- В 2015 году на этапе в Канаде сезона 2014/2015[англ.] сборная России дошла до финала Кубка и заняла итоговое 2-е место на этапе, проиграв Новой Зеландии в финале[25].
- В том же году уже в рамках на этапе в Дубае сезона 2015/2016[англ.] сборная России снова дошла до финала Кубка, обыграв на групповом этапе со счётом 33:7 сборную Новой Зеландии, и уступила в финале команде Австралии[26].
- В 2016 году сборная России выигрывала Чаши на этапах в Бразилии (победив Японию) и Франции (победив Ирландию).
- В сезоне 2017/2018 сборная России взяла бронзовые медали на этапе в Дубае, выбив в четвертьфинале Испанию, уступив США в полуфинале и одолев Канаду[27].
- В сезоне 2021/2022 на этапе в Малаге[англ.] сборная России дошла до финала, обыграв в полуфинале в сложном поединке Австралию 29:26[28] и проиграв в финале США 10:35. Выход в финал этапа Мировой серии стал первым с 2015 года для россиянок[29], причём в заявке на турнир фактически у россиянок было девять игроков (у четверых спортсменок были положительные тесты на ковид)[30].

### Чемпионаты Европы

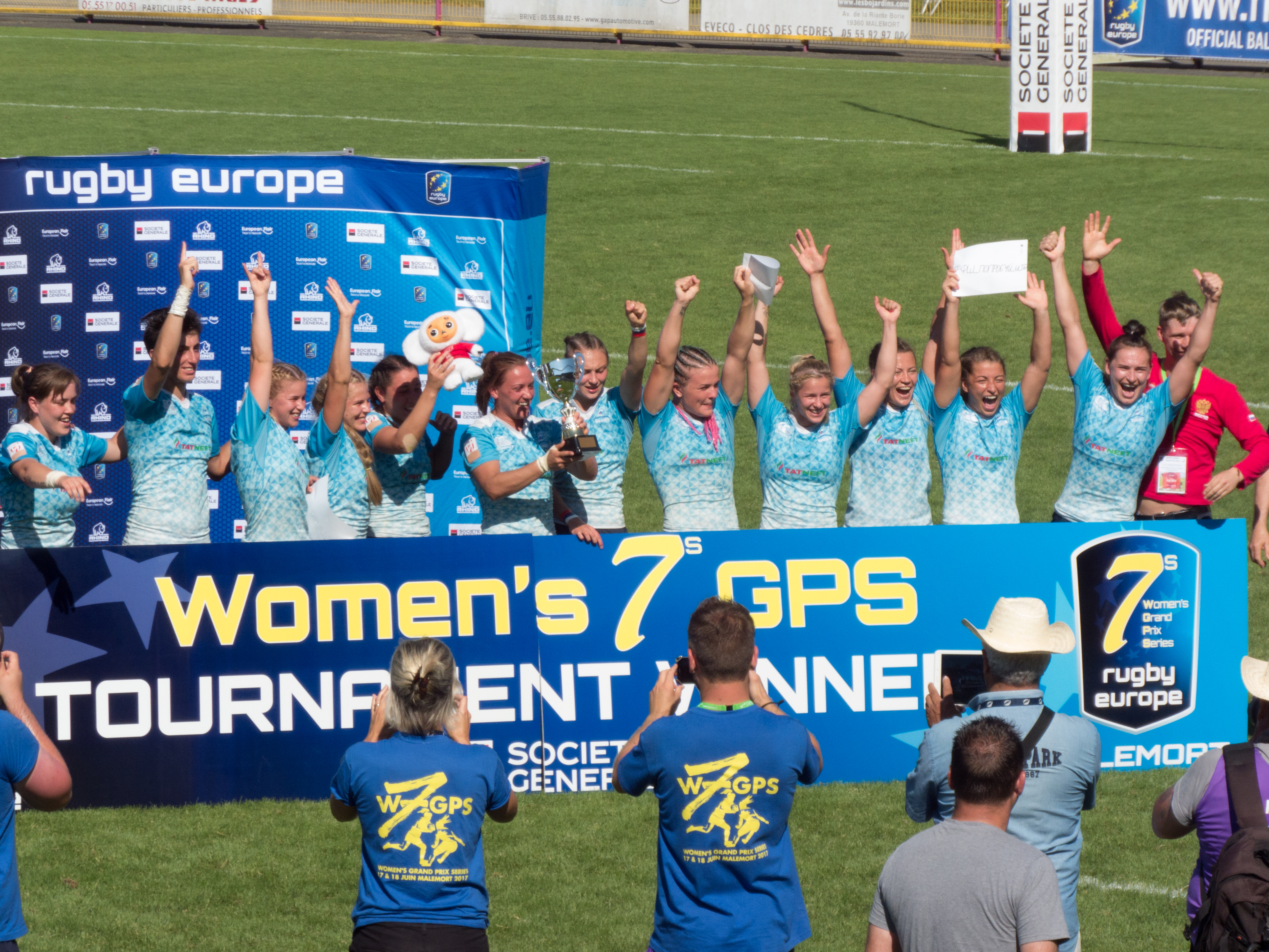
Сборная России — победительницы этапа чемпионата Европы во французском Мальморе (2017 год)

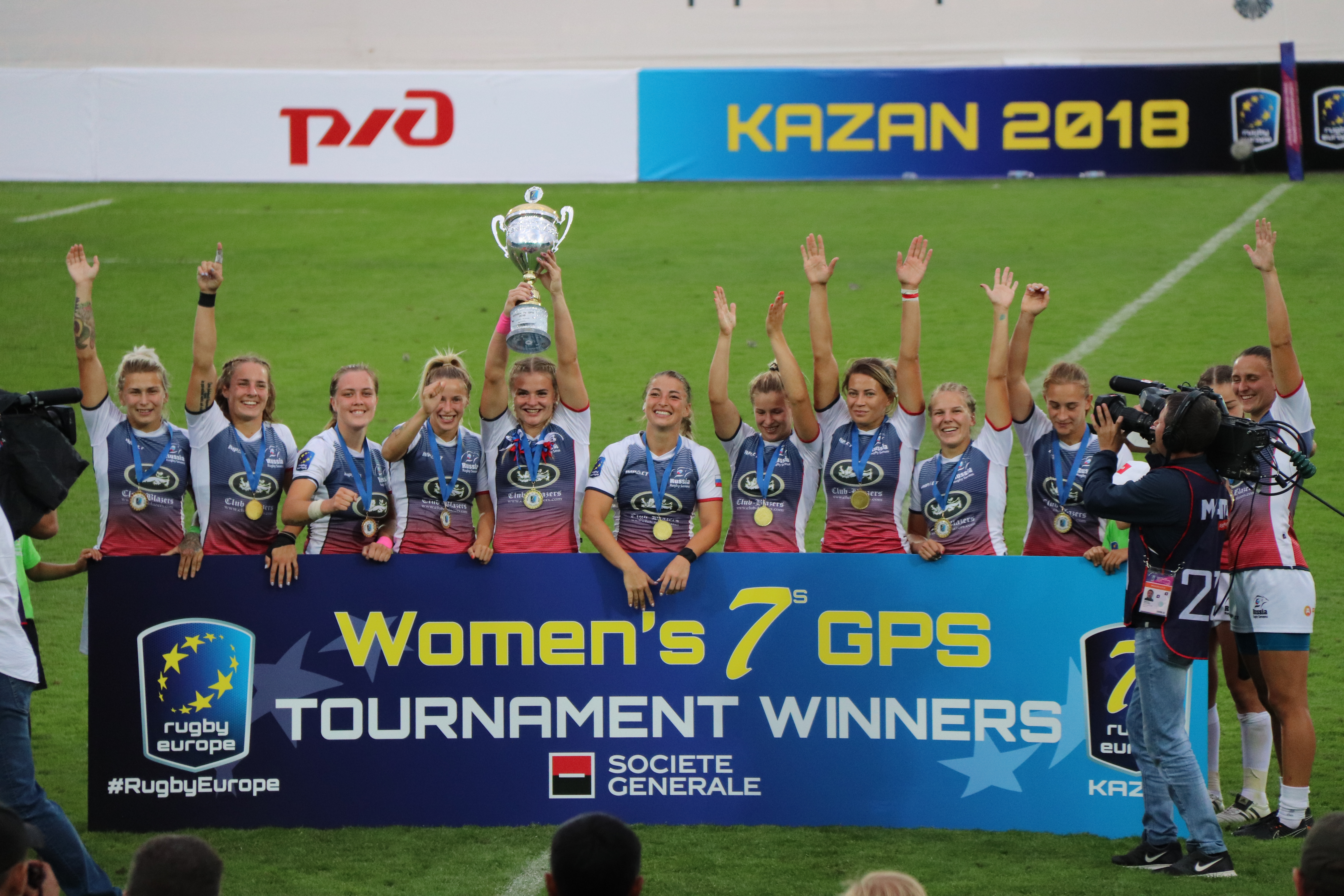
Сборная России — победительницы этапа чемпионата Европы в Казани (2018 год)

| 2003   | Не выступали в высшем дивизионе | Не выступали в высшем дивизионе | Не выступали в высшем дивизионе | Не выступали в высшем дивизионе | Не выступали в высшем дивизионе |
| 2004   | Не выступали в высшем дивизионе | Не выступали в высшем дивизионе | Не выступали в высшем дивизионе | Не выступали в высшем дивизионе | Не выступали в высшем дивизионе |
| 2005   | Не выступали в высшем дивизионе | Не выступали в высшем дивизионе | Не выступали в высшем дивизионе | Не выступали в высшем дивизионе | Не выступали в высшем дивизионе |
| 2006   | 9                               | 6                               | 4                               | 2                               | 0                               |
| 2007   | 9                               | 5                               | 1                               | 3                               | 1                               |
| 2008   | 03 ! [ 36 ]                     | 6                               | 5                               | 1                               | 0                               |
| 2009   | 7                               | 6                               | 3                               | 3                               | 0                               |
| 2010   | 6                               | 6                               | 2                               | 3                               | 1                               |
| 2011   | 4                               | 7                               | 5                               | 2                               | 0                               |
| / 2012 | 4                               | 13                              | 10                              | 3                               | 0                               |
| / 2013 | 01 ! [ 41 ]                     | 14                              | 12                              | 2                               | 0                               |
| / 2014 | 01 ! [ 42 ]                     | 11                              | 9                               | 2                               | 0                               |
| / 2015 | 02 ! [ 43 ]                     | 14                              | 13                              | 1                               | 0                               |
| / 2016 | 01 ! [ 44 ] [ 45 ]              | 14                              | 11                              | 3                               | 0                               |
| / 2017 | 01 ! [ 46 ]                     | 13                              | 13                              | 0                               | 0                               |
| / 2018 | 1                               | 13                              | 12                              | 1                               | 0                               |
| / 2019 | 1                               | 12                              | 11                              | 1                               | 0                               |
| / 2021 | 1                               | 12                              | 12                              | 0                               | 0                               |
| / 2022 | Дисквалифицирована              | Дисквалифицирована              | Дисквалифицирована              | Дисквалифицирована              | Дисквалифицирована              |
| / 2023 | Дисквалифицирована              | Дисквалифицирована              | Дисквалифицирована              | Дисквалифицирована              | Дисквалифицирована              |
| / 2024 | Дисквалифицирована              | Дисквалифицирована              | Дисквалифицирована              | Дисквалифицирована              | Дисквалифицирована              |
| / 2025 | Дисквалифицирована              | Дисквалифицирована              | Дисквалифицирована              | Дисквалифицирована              | Дисквалифицирована              |
| Итого  | 16/22                           | 159                             | 130                             | 27                              | 2                               |

## Текущий состав

### Олимпийские игры
В окончательную заявку сборной России, выступавшей под именем команды Олимпийского комитета России, вошли 13 регбисток (в качестве резервной, заявленной на случай травмы кого-либо из основных 12 игроков, была включена Алина Артерчук).
Состав
| Номер | Имя               | Дата рождения | Рост, см | Вес, кг | Клуб            |   |                |            |     |    |                 |
| ----- | ----------------- | ------------- | -------- | ------- | --------------- | - | -------------- | ---------- | --- | -- | --------------- |
| Номер | Имя               | Дата рождения | Рост, см | Вес, кг | Клуб            | 1 | Дарья Норицина | 20.07.1996 | 165 | 66 | ВВА-Подмосковье |
| 2     | Мария Погребняк   | 01.07.1996    | 168      | 66      | ВВА-Подмосковье |   |                |            |     |    |                 |
| 3     | Дарья Шестакова   | 06.02.1996    | 165      | 63      | ЦСКА            |   |                |            |     |    |                 |
| 4     | Алёна Тирон       | 08.12.1993    | 170      | 70      | ЦСКА            |   |                |            |     |    |                 |
| 5     | Байзат Хамидова   | 31.08.1990    | 185      | 75      | Енисей-СТМ      |   |                |            |     |    |                 |
| 6     | Яна Данилова      | 07.05.1996    | 170      | 66      | ВВА-Подмосковье |   |                |            |     |    |                 |
| 7     | Кристина Середина | 24.12.1994    | 168      | 70      | ЦСКА            |   |                |            |     |    |                 |
| 8     | Марина Кукина     | 22.08.1993    | 173      | 67      | ВВА-Подмосковье |   |                |            |     |    |                 |
| 9     | Дарья Лушина      | 01.11.1996    | 168      | 66      | Кубань          |   |                |            |     |    |                 |
| 10    | Елена Здрокова    | 26.12.1996    | 175      | 64      | ЦСКА            |   |                |            |     |    |                 |
| 11    | Надежда Созонова  | 14.08.1991    | 165      | 66      | ЦСКА            |   |                |            |     |    |                 |
| 12    | Анна Баранчук     | 18.12.1993    | 169      | 65      | ЦСКА            |   |                |            |     |    |                 |
| 13    | Алина Артерчук    | 13.10.1995    | 165      | 60      | Енисей-СТМ      |   |                |            |     |    |                 |

| Должность      | Имя             | Гражданство | Дата рождения |
| -------------- | --------------- | ----------- | ------------- |
| Главный тренер | Андрей Кузин    | Россия      | 29.10.1978    |
| Тренер         | Грэм Бентц      | ЮАР         | 17.08.1981    |
| Тренер         | Виталий Саленко | Россия      | 10.01.1972    |

### Состав на сборы 2025 года
Состав на учебно-тренировочные сборы с 1 по 25 марта 2025 года в Сочи
- Кира Алешина (ЦСКА)
- Асият Алиева (ЦСКА)
- Алёна Ананьева (ВВА-Подмосковье)
- Анастасия Андреева (ЦСКА)
- Анна Баранчук (ЦСКА)
- Ксения Вавиленко (ЦСКА)
- Диана Глушенко (Кубань)
- Елена Здрокова (ЦСКА)
- Полина Иконникова (ВВА-Подмосковье)
- София Калагина (ЦСКА)
- Майя Кликина (ВВА-Подмосковье)
- Ирина Кривецкая (ВВА-Подмосковье)
- Марина Кукина (ВВА-Подмосковье)
- Диана Логинова (ВВА-Подмосковье)
- Алсу Мардеева (ВВА-Подмосковье)
- Василиса Николенко (ВВА-Подмосковье)
- Дарья Норицина (ВВА-Подмосковье)
- Мария Погребняк (ЦСКА)
- Виктория Семченок (ЦСКА)
- Кристина Середина (ЦСКА)
- Надежда Созонова (ЦСКА)
- Екатерина Суворова (ЦСКА)
- Алёна Тирон (ЦСКА)
- Яна Цыбина (Витязь)
- Елизавета Юсупова (Енисей-СТМ)
- Тренер:  Александр Алексеенко

## Главные тренеры
- 2005: Евгений Ерохин и Михаил Черковский[6]
- 2008—2009: Павел Барановский
- 2009—2012: Марат Минисламов
- 2013—2016: Павел Барановский
- 2017—2021: Андрей Кузин
- 2021—н. в.: Александр Алексеенко

## Форма
| 2005 (основная) | 2005 (гостевая) | ЧМ-2013 (домашняя) | ЧМ-2013 (гостевая) | 2015 | 2016 | 2017 | 2018 (домашняя) | 2019—2020 (домашняя) | 2019—2020 (гостевая) | ОИ-2020 (домашняя ОКР) | ОИ-2020 (гостевая ОКР) |